# Diecéze lucká
Diecéze lucká (latinsky Dioecesis Luceoriensis, ukrajinsky Луцька дієцезія Римсько-Католицької Церкви в Україні) je římskokatolická diecéze na území ukrajinských oblastí rovenské a volyňské se sídlem v Lucku, kde se nachází katedrála sv. Petra a Pavla. Je sufragánní vůči lvovské arcidiecézi.

## Stručná historie
V roce 1375 vznikla diecéze lodoměřská, která se vyčlenila z diecéze halyčské (ta se současně stala arcidiecézí - dnes arcidiecéze lvovská). V roce 1404 pak vznikla diecéze lucká. Obě diecéze byly spojeny do jediné v roce 1425, se sídlem v Lucku. V roce 1798 byla tato lucká diecéze spojena aeque principaliter s diecézí kyjevskou, která byla přejmenována na diecézi žytomyrskou. V roce 1867 byla žytomyrsko-luckým biskupům svěřena diecéze podolskokamenecká. V roce 1925 - když se po první světové válce ocitly Luck a Žytomyr v rozdílných státech - byly diecéze rozděleny, lucká diecéze byla sufragánní k arcidiecézi lvovské. V době sovětské okupace nebyla diecéze obsazována, obnovena byla až v roce 1996 po 48 letech.